# Конколітан
Конколітан (*д/н—після 225 до н. е.) — вождь трансальпійських галлів-гезатів у 225 році до н. е.

## Життєпис
Був одним з вождей кельтського племені гезатів із Трансальпійської галії, біля річки Родан (Рона). У 233 році до н. е. галльські племені інсубріів і боїв, опинившись під загрозою поневолення Римською республікою, звернулися до гезатів по військову допомогу, натомість обіцяли чималу кількість золота для боротьби з Римом.
Втім Конколітан вступає до Італії лише у 225 році до н. е., разом з іншим вождем — Анероестом. Невідома роль і ступінь самостійності Конколітана в цьому поході (він був рівноправним вождем, або підпорядковувався Анероесту). Військо найманців складалося з 50 000 піхотинців, 20 000 вершників.
Конколітан разом з Анероестом вдерлися до Етрурії, яку пограбували, у цей час у битві при Фесулах завдали поразки місцевим римським військам. Після цього зі здобиччю вирішили вирушити до області інсумбрії. Під час маршу зустрілися з римськими військами на чолі з консулами Луцієм Емілієм Папом та Гаєм Атілієм Регулом. У запеклій битві при Теламоні військо галлів зазнало нищівної поразки — вбито 40 тис. вояків і 10 тис. здалося у полон. Серед полонених був Конколітан. Подальша доля невідома: або був вбитий в Мамертинській тюрмі (після тріумфу Луція Емілія Папа у 224 році до н. е.) чи перетворено на раба.